# Andrew Cashner
Andrew Burton Cashner, ameriški bejzbolist, * 11. september 1986, Conroe, Teksas, ZDA.
Burton je poklicni metalec in je trenutno član MLB ekipe Texas Rangers.

## Poklicna kariera

### Chicago Cubs
Cashner je bil kot študent Texas Christian University na naboru izbran kar štirikrat, končno pa se je ekipi ligi MLB pridružil po tem, ko so ga leta 2008 z 19. izborom nabora v prvem krogu izbrali predstavniki ekipe Chicago Cubs .
Baseball America ga je pred sezono 2010 ocenila kot četrtega najbolj obetavnega igralca v organizaciji .
V treh sezonah v nižjih podružnicah je Cashner dovolil le tri domače teke. V ligo MLB je bil prvič vpoklican 31. maja 2010. Svoj prvi nastop v ligi MLB je prav tako doživel tega dne.
26. marca 2011 je bil imenovan kot zadnji, 5. član začetne postave metalcev ekipe.

### San Diego Padres
6. januarja 2012 je bil Cashner, skupaj z igralcem zunanjega polja Kyung-Min Najem poslan k ekipi San Diego Padres, v Chicago pa sta v zameno odšla Anthony Rizzo in Zach Cates.
17. junija 2012 so navijačem kluba ob t. i. "Andrew Cashner Bobblehead Day"-u na domačem stadionu delili figurice Cashnerja.